# Јелена Лашманова
Јелена Анатољевна Лашманова (рус. Елена Анатольевна Лашманова; рођена 9. априла 1992. у Саранску, Мордовија) је руска атлетичарка, светска рекордерка у ходању на 20 километара са резултатотм 1:23:39 (један сат, 23 минута, 39 секунди) оствареним 2018. у Чебоксарију.

## Биографија
Јелена је рођена у Саранску у породици Анатолија и Наиље Лашманов. Отац јој је по националности Мокшан, а мајка Татарка. Јелена има старијег брата Дмитрија. Пре брзог ходања бавила се плесом, одбојком и стоним тенисом.
Са 13 година, Јелена се уписала у секцију брзог ходања код тренера Наталије Александровне Јангљаеве (Негодове). Под њеним руководством, Лашманова је наступила на првенству Русије 2007, које је одржано у Чебоксарију од 15. до 17. јуна. На првенству је заузела 14. место у ходању на 5.000 метара међу девојчицама рођеним 1990-1991. Затим је тренирала са Начаркиновим. 2008. године први пут је учествовала на међународним такмичењима, била је то митингу на Јалти.

## Међународни успеси и дисквалификације због допинга
Лашманова је била Олимпијска шампионка 2012. у ходању на 20 км. Године 2021.,заједно са већином својих тренинг партнера, добила је двогодишњу забрану такмичења због кршења анти-допинг правила. Извесни Родченков тврдио је да је позитиван узорак Лашманове (пронађен са супстанцом ГВ1516) у ствари био њен узорак са Олимпијских игара 2012. Родченков је тврдио да је Лашманова имала најмање 2 позитивна налаза, која су остала непријављена, и да је овај налаз пријављен само зато што су му сведочили анти-допинг стручњаци који нису из Русије.
За победу на Олимпијским играма у Лондону гувернер Мордовије је наградио Лашманову са Мерцедес аутомобилом. За своје успехе на међународним такмичењима, Лашманова је награђена и Ауди аутомобилом од стране председника Русије.
Дана 22. јуна 2014. објављено је да је Лашманова била позитивна на допинг тесту са Ендуроболом и да ће добити двогодишњу суспензију. Лашманова је санкционисана заједно се преко десетак других елитних руских брзих ходача које је све тренирао Виктор Чјогин (рус. Виктор Михайлович Чёгин).
У марту 2022. добила је двогодишњу забрану, ретроактивно од марта 2021., а сви њени резултати од 18. фебруара 2012. до 3. јануара 2014. поништени су због употребе допинга.

## Резултати након суспензије
Лашманова је 25. јуна 2016. освојила свој први трофеј након двогодишње суспензије. Победила је у брзом ходању на 20 км на првенству Русије у Чебоксарију са временом 1:24,58. Друга је била Екатерина Медведева, а трећа Марија Пономарјова. Све три девојке су представљале Мордовију.
У јуну 2018. Лашманова је поставила светски рекорд у ходању на 20 километара на друму, али рекорд тада није признат због колективне суспензије Руског атлетског савеза.
У септембру 2020. на првенству Русије Лашманова је освојила злато у ходању на 50 км са новим руским рекордом и најбољим резултатом сезоне у свету.

## Међународна такмичења
| Година                 | Такмичење                          | Место                        | Позиција               | Дисциплина               | Резултат               | Белешка                |
| Предстљављајући Русију | Предстљављајући Русију             | Предстљављајући Русију       | Предстљављајући Русију | Предстљављајући Русију   | Предстљављајући Русију | Предстљављајући Русију |
| ---------------------- | ---------------------------------- | ---------------------------- | ---------------------- | ------------------------ | ---------------------- | ---------------------- |
| 2009.                  | Светско првенство за млађе јуниоре | Бресаноне, Италија           | 1.                     | 5000 м ходање на стази   | 22:55,45               |                        |
| 2010.                  | Светско првенство за јуниоре       | Монктон, Канада              | 1.                     | 10.000 м ходање на стази | 44:11,90               |                        |
| 2011.                  | Европски куп у брзом ходању        | Ољао, Португалија            | 1.                     | 10 км на друму           | 43:10                  |                        |
| 2011.                  | Европски куп у брзом ходању        | Ољао, Португалија            | 1.                     | Екипно - 10 км на друму  | 3 поена                |                        |
| 2011.                  | Европско првенство за јуниоре      | Талин, Естонија              | 1.                     | 10000 м ходање на стази  | 42:59,48               | СРј                    |
| 2012.                  | Светски куп у брзом ходању         | Саранск, Русија              | Резултат поништен      | 20 км на друму           | 1:27:38                |                        |
| 2012.                  | Олимпијске игре                    | Лондон, Уједињено Краљевство | Резултат поништен      | 20 км на друму           | 1:25:02                |                        |
| 2013.                  | Светско првенство                  | Москва, Русија               | Резултат поништен      | 20 км на друму           | 1:27:08                |                        |